# Friedrich Wilhelm von Driesen

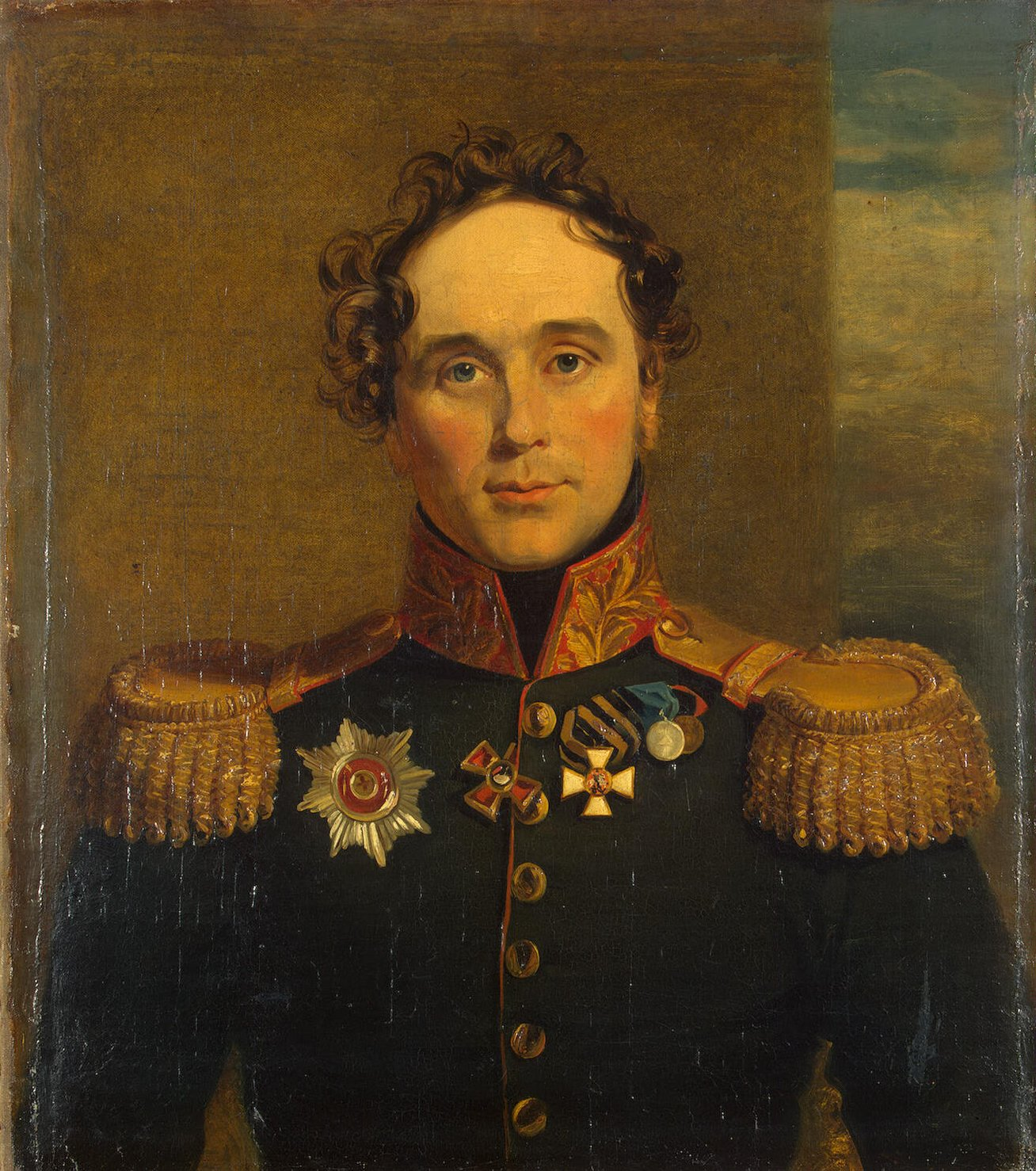
Friedrich Wilhelm von Driesen, Porträt von George Dawe, Winterpalast, Eremitage, St. Petersburg

Friedrich Wilhelm von Driesen (russisch Фёдор Васильевич Дризен Fjodor Wassiljew Drizen; * 1781; † 18. Septemberjul. / 30. September 1851greg. in St. Petersburg) war russischer General der Infanterie.

## Leben

### Herkunft und Familie
Friedrich Wilhelm war Angehöriger der kurländischen Linie derer von der Oest genannt Driesen. Seine Eltern waren der russische Generalleutnant Wilhelm Karl Heinrich von der Oest gen. Driesen (1746–1827) und Henriette Albertine, geborene Boelendorff (1760–1803). Driesen war zwei Mal verheiratet und hatte aus jeder Ehe einen Sohn:
- Alexander von Driesen (1824–1892), russischer General der Kavallerie[2]
- Nikolai von Driesen (1837–1911), russischer General der Infanterie[3]

### Militärkarriere
Driesen bestritt seit 1797 eine Offizierslaufbahn in der Kaiserlich Russischen Armee. Zunächst war er Fähnrich im renommierten Preobraschenski Leib-Garderegiment und avancierte bis 1808 zum Oberst und Kommandeur des Wilnaer Musketierregiments. 1810 wechselte er als Chef zum Muromskier Musketierregiment. In dieser Stellung blieb er bis 1814, erhielt aber 1812 seine Beförderung zum Generalmajor und wurde gleichzeitig Brigade-Kommandeur der 28. Infanterie-Division.
Er hatte an allen Koalitionskriegen russischer Beteiligung gegen Napoleon teilgenommen. Infolge einer schweren Verwundung bei Borodino verlor er ein Bein. 1816 wechselte er ins Kriegsministerium und stieg 1826 zum Generalleutnant auf. Von 1828 bis 1839 war er Kommandant von Riga. Hiernach wurde er Schatzmeister des Ordenskapitels in St. Petersburg und beschloss seinen Tour schließlich als General der Infanterie.
Driesen war Träger des Orden des Weißen Adlers, des St.-Annen-Ordens I. Klasse, des St.-Wladimir-Ordens II. Klasse, des St.-Georgs-Orden IV. Klasse und des Goldenen Schwertes für Tapferkeit. Er führte den Titel eines Barons.